# Quint Cecili (cunyat de Catilina)
Quint Cecili (en llatí Quintus Caecilius) va ser un cavaller romà que formava part de la gens Cecília, una família romana d'origen plebeu. Estava casat amb la germana de Catilina, Sèrgia. En general no participava en els afers públics. Catilina el va matar en temps de Sul·la.
Aquest Quint Cecili s'ha identificat de vegades amb el pretor romà conegut per Quint Cecili Metel càrrec que va tenir l'any 89 aC.